# Întreprinderea de Autocamioane Brașov

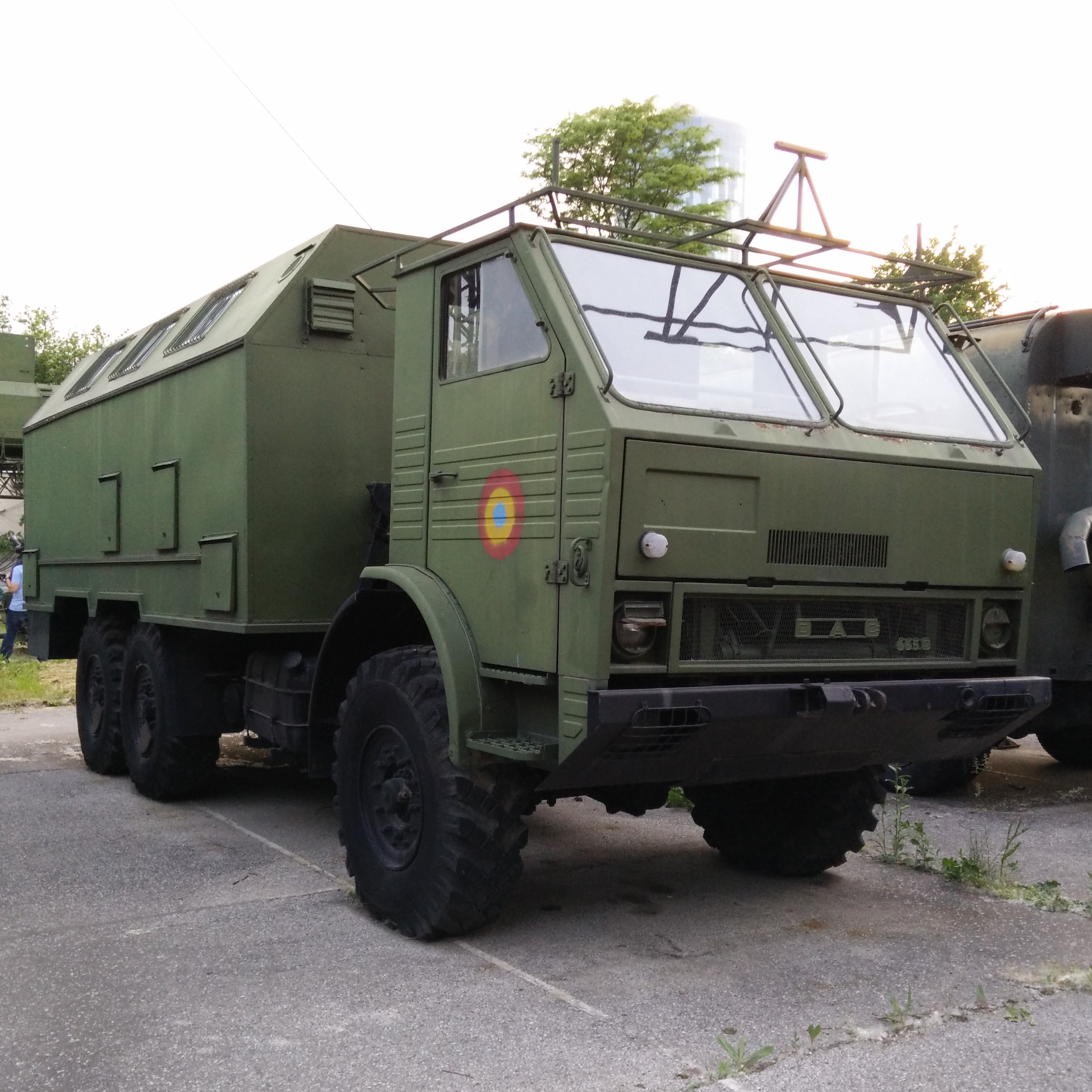
Camion de transport DAC 665C.

Roman S.A., cunoscută și sub numele de Autocamioane Brașov este o întreprindere brașoveană specializată în proiectarea și construcția de autocamioane, autobuze și autoutilitare. Astăzi, S.C. Roman S.A. produce autovehicule diverse (autobuze, autocamioane, autospeciale, motoare, axe, punți etc.).

## Istoric
A fost înființată în 1921, sub numele de ROMLOC, producând pe atunci material rulant, mai târziu motoare și automobile. După venirea comuniștilor la conducere, în 1948, firma ia denumirea de „Steagul Roșu”. Treptat, s-a specializat pe producția de autocamioane și, mai târziu, de autoutilitare. Existau modelele SR 101 (1954), Carpați (capacitate 3 tone, 1959 - 1961), Bucegi (capacitate 5 tone, 1964), autocamioane cu motoare Diesel în licență MAN, Germania (din 1971). Astăzi, Roman S.A. produce autovehicule diverse (autobuze, autocamioane, autospeciale, motoare, axe, punți etc.)  Astfel, revista „Lastauto omnibus”, la debutul noilor modele, în 2005, considera că „cel mai occidental autobuz din România este în acest moment un vehicul indigen, nu unul din import”.
Linia de producție a Steagului Roșu a fost pornită în 1971 cu un model motorizat Diesel sub licență MAN (achiziționată de statul român în 1969 din Germania). Cumpărarea acestei licențe a fost urmată de o amplă dezvoltare tehnologică și umană a Uzinei „Steagul Roșu” (în perioada 1971-1974, urmată de 1975-1979) în același ritm cu întreaga industrie românească, care depindea de transporturi.
Primul an în care s-au produs aici camioane este 1953.
Atunci s-au produs 700 de camioane, iar în 1977 s-a ajuns la o producție record de 33.000 de mașini pe an.
În anul 1989, avea 20.000 de salariați, și a produs 12.888 de camioane. Aproximativ 2.036 de bucăți dintre acestea au fost exportate, în țările CAER, Statele Unite sau spre destinații mai exotice precum China, Thailanda sau Peru în regim barter sau de compensare a datoriilor.
În anul 2002, compania a livrat circa 700 de vehicule.
În noiembrie 2008, Roman Brașov a produs primul tractor.

## Privatizarea
Privatizarea societății Roman Brașov s-a făcut în anul 2003, ministrul privatizării fiind atunci Ovidiu Mușetescu. APAPS a semnat cu firma Pesaka Astana, din Malaezia, contractul de vânzare-cumpărare a 94,27% din acțiunile Roman, în vederea constituirii unui parc industrial pe platforma societății, vânzarea acțiunilor făcându-se la prețul simbolic de un euro. Efortul financiar asumat de malaiezieni se ridică la aproximativ 50 de milioane euro, din care 4 milioane de euro reprezentau investiții tehnologice, iar 45 de milioane datorii și credite comerciale asumate. Executivul și-a asumat răspunderea politică pentru privatizarea pe un euro. Societatea s-a transformat în parc industrial, cu condiția menținerii producției tradiționale. Roman Brașov deținea la acel moment 100 de hectare de teren. Malaiezienii au intrat în posesia a trei hale de fabricație și aveau o participare la viitorul parc de 10%, restul de 52 de hale formând parcul industrial. La vremea respectivă, societatea avea pierderi de peste 23 milioane euro și datorii de 91,7 milioane euro.

## Rezultate financiare
Cifra de afaceri:
| Anul          | 2009 | 2008 |
| ------------- | ---- | ---- |
| milioane euro | 32,2 | 33,2 |

Număr de angajați:
| An       | 2008  | 2003  | 1989   | 1978   | 1954  |
| -------- | ----- | ----- | ------ | ------ | ----- |
| angajați | 4.500 | 8.600 | 20.000 | 26.000 | 4.400 |

## Modele

### Autocamioane
- Roman 38.440 VFK (2012–2023) model cu tracțiune 8x4[8]

### Motoare
Modelele Roman Diesel au fost echipate cu două tipuri de motoare: 
- motorul Saviem 797-05 în patru timpi cu injecție directă de 135 CP la 3000 rpm cu o cilindree totală de 5491 centimetri cubi;
- motorul MAN-D 2156 HMN 8 Raba cu injecție directă de 215 CP la 2200 rpm cu cilindree de 10350 centimetri cubi.

## Galerie de imagini

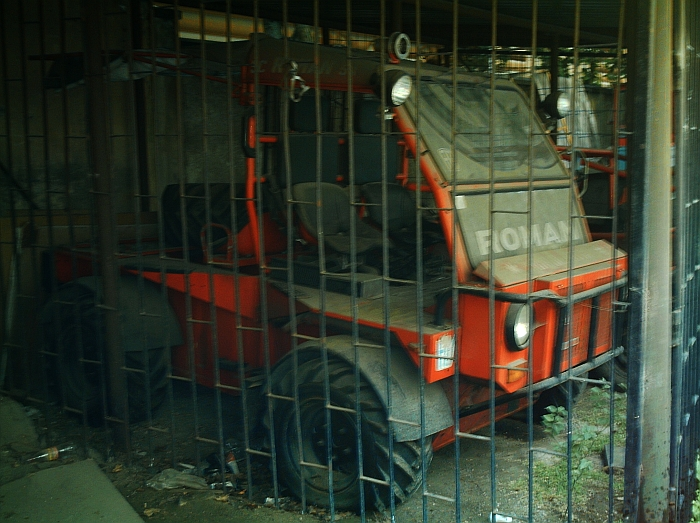
Prototip de autovehicul de teren produs la Roman
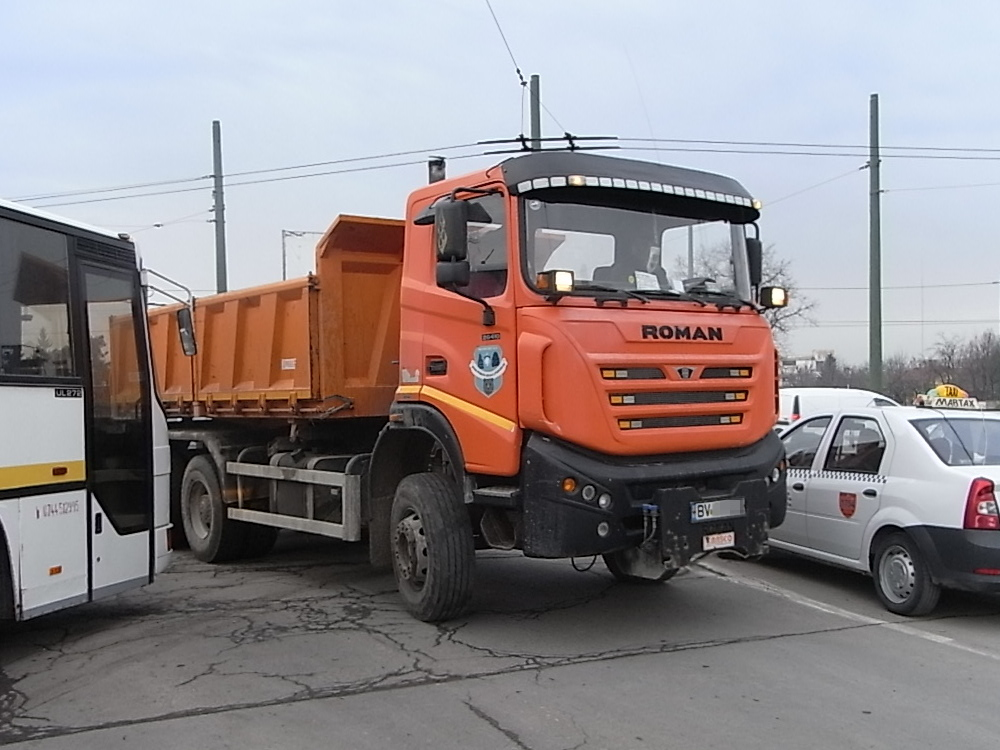
Autobasculantă ROMAN în Braşov, 2013
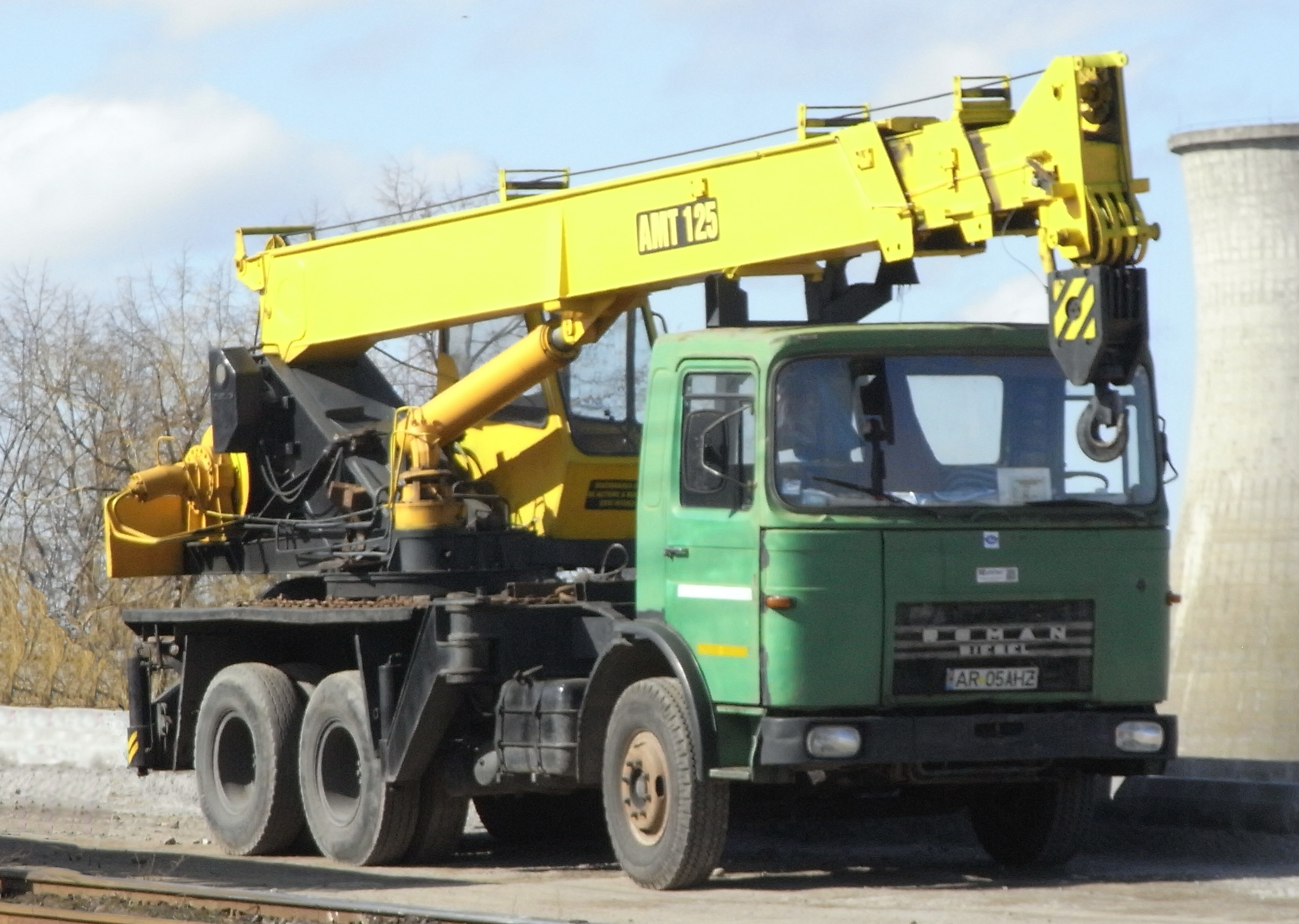
Automacara ROMAN
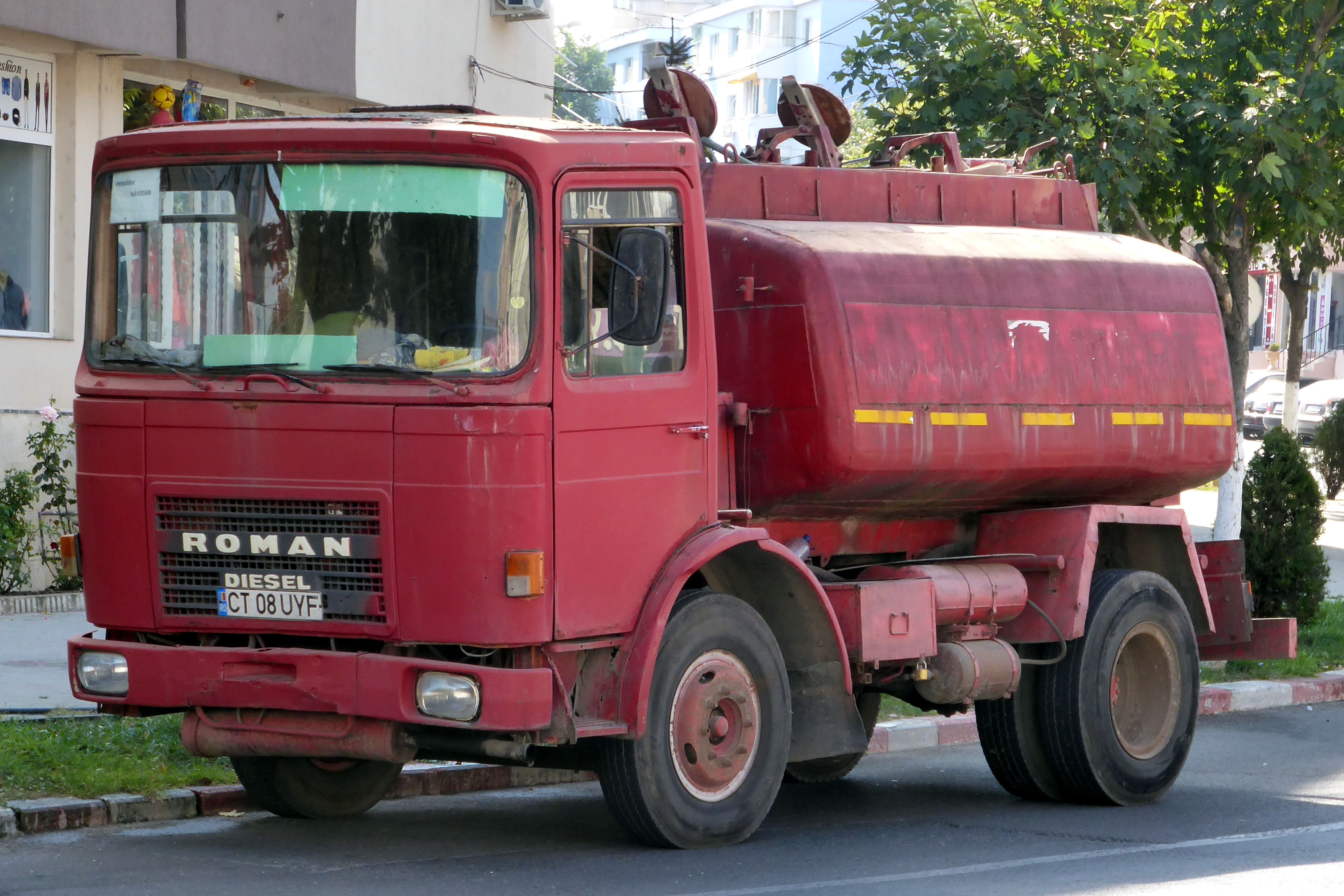
Camion-cisternă ROMAN
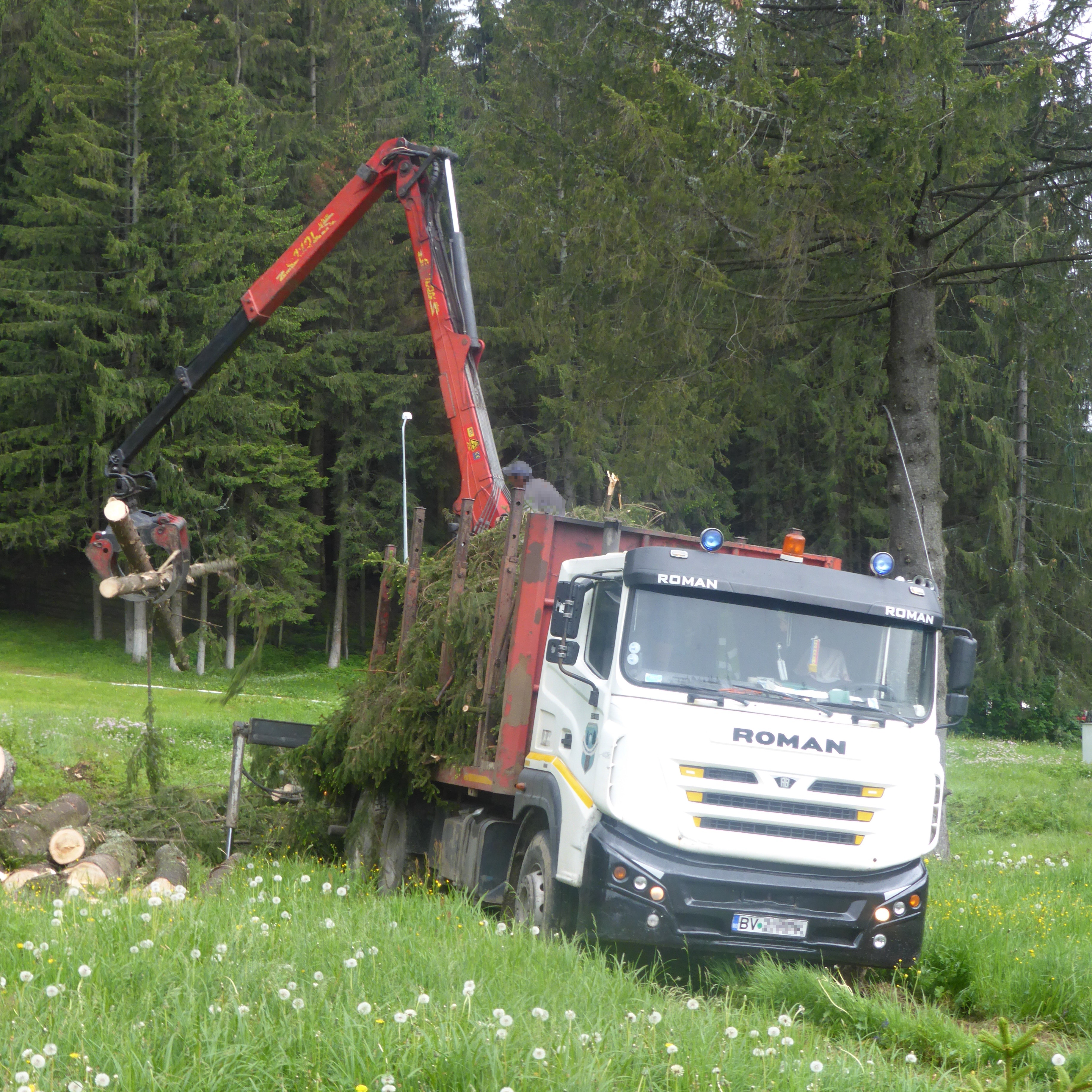
Camion de transport lemne ROMAN
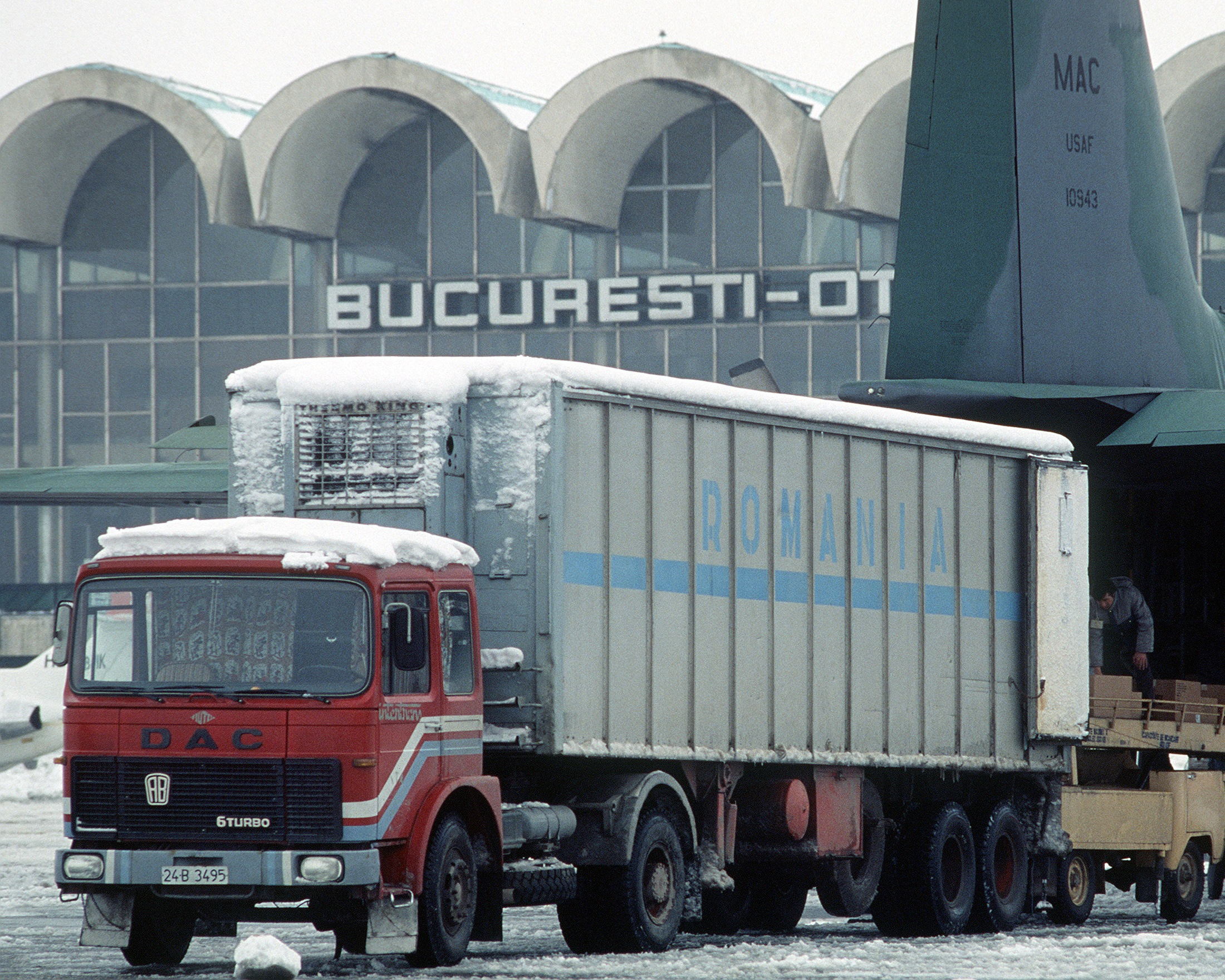
Autotractor DAC 6 Turbo cu remorcă la Aeroportul Otopeni, 1989
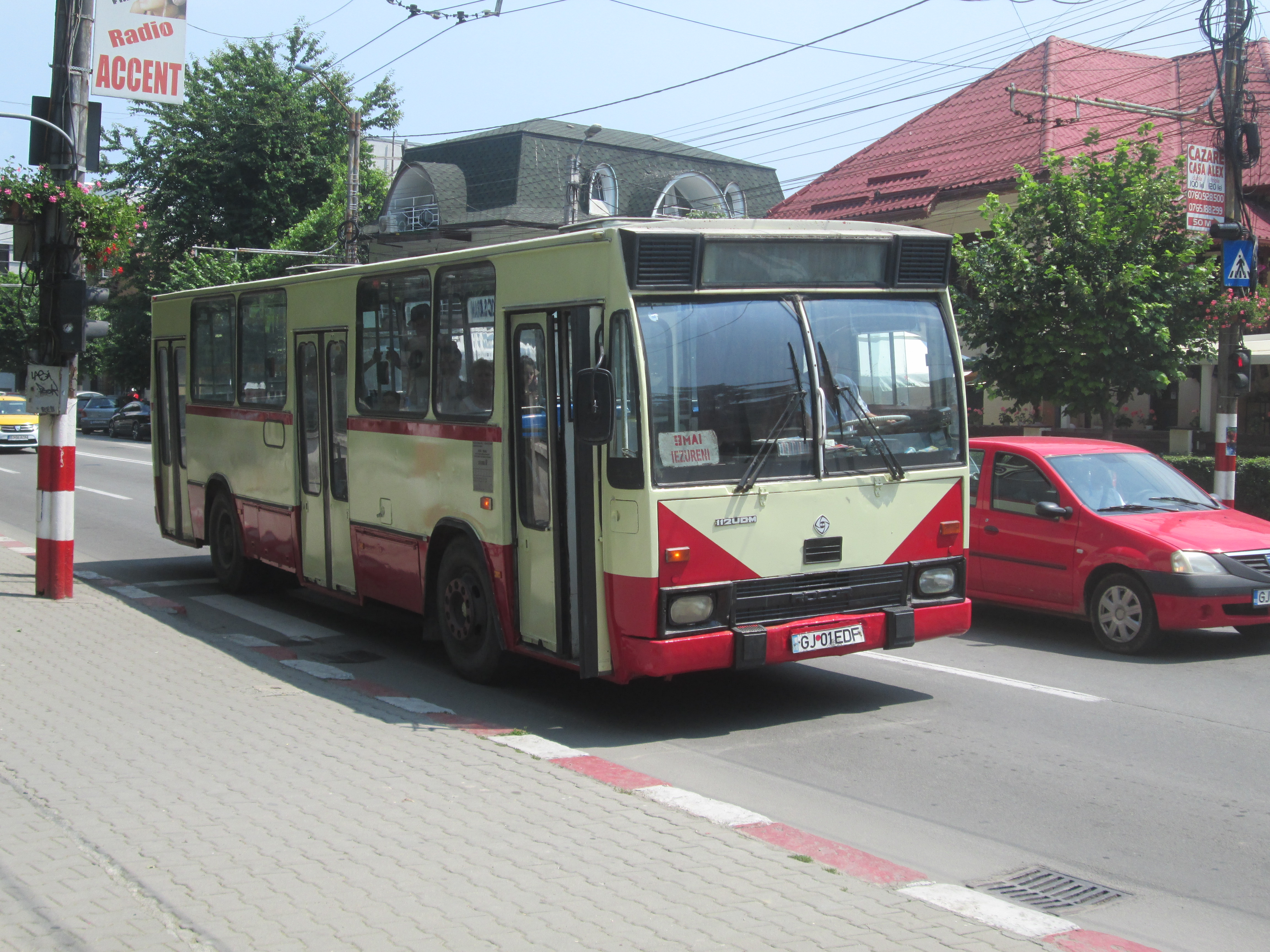
Autobuz DAC 112UDM în Târgu Jiu. Acest model a fost fabricat și sub marca Rocar